# Carlo Maria Sacripante
Carlo Maria Sacripante (Roma, 1º settembre 1689 – Narni, 4 novembre 1758) è stato un cardinale e vescovo cattolico italiano.

## Biografia
Nacque il 1º settembre 1689, in una famiglia originaria di Narni da Filippo, avvocato concistoriale, e da Vincenza Vituzzi. Era nipote del cardinale Giuseppe Sacripante.
Papa Clemente XII lo elevò al rango di cardinale nel concistoro del 30 settembre 1739.
Morì il 4 novembre 1758 all'età di 69 anni.

## Genealogia episcopale e successione apostolica
La genealogia episcopale è:
- Cardinale Scipione Rebiba
- Cardinale Giulio Antonio Santori
- Cardinale Girolamo Bernerio, O.P.
- Arcivescovo Galeazzo Sanvitale
- Cardinale Ludovico Ludovisi
- Cardinale Luigi Caetani
- Cardinale Ulderico Carpegna
- Cardinale Paluzzo Paluzzi Altieri degli Albertoni
- Cardinale Flavio Chigi
- Papa Clemente XII
- Cardinale Giovanni Antonio Guadagni, O.C.D.
- Cardinale Carlo Maria Sacripante

La successione apostolica è:
- Vescovo Francesco Alessandro Odoardi (1758)